# Sarah Clarke (sœur)
Pour les articles homonymes, voir Sarah Clarke et Clarke.
Sœur Sarah Clarke (17 novembre 1919 - 4 février 2002) est une religieuse irlandaise et une militante des droits civiques. Elle est surnommée « la Jeanne d'Arc des prisons britanniques ».

## Jeunesse
Sarah Clarke naît à Eyrecourt dans le comté de Galway, le 17 novembre 1919. Ses parents sont les fermiers Michael et Brigid Clarke (née Claffey). Le père de Clarke tombe d'un cheval, ce qui le conduit à utiliser un fauteuil roulant puis à mourir de tuberculose lorsqu'elle à 8 ans. La mère de Clarke reprend la gestion de la ferme, ainsi que la boutique familiale et son pub. Elle se remarie en épousant Tim Cosgrave, un éleveur de chevaux et frère du député (TD) de Galway James Cosgrave. Clarke fréquente le couvent de St Raphael à Loughrea dans le comté de Galway. Peut-être influencée par le Congrès eucharistique de 1932 en Irlande, Clarke affirme que la moitié de sa classe finit par entrer au couvents. En septembre 1939, elle entre au couvent Sainte Union à Killashee dans le comté de Kildare et prend le nom de Sr Mary Auxilius. Trente ans plus tard, elle revient à son nom de baptême lorsqu'elle se rend compte que les gens ont du mal à le prononcer. Elle fréquente le Carysfort training college de Dublin en 1941, recevant un certificat bilingue en irlandais et en anglais,. 

## Carrière
Le premier emploi de Clarke est à l'école Our Lady's Bower à Athlone où elle enseigne pendant 16 ans. Elle enseigne l'art et utilise des méthodes d'enseignement avancées, mais trouve le fonctionnement de l'école très strict. Elle est transférée en Angleterre en 1957, à sa demande, enseignant aux couvents Sainte Union à Southampton à Herne Bay, Kent et Highgate à Londres. Après la libéralisation de l'église catholique après Vatican II, Clarke est autorisée à fréquenter la Chelsea Art School puis l'université de Reading pour étudier la typographie et l'ergonomie.
C'est en 1970 que Clarke commence le travail qu'elle fera pour le reste de sa vie, dans le cadre du mouvement pour les droits civiques d'Irlande du Nord (NICRA), en faisant campagne spécifiquement pour les droits des prisonniers républicains. Elle est autorisée à rejoindre la NICRA, agissant brièvement comme secrétaire à Londres avant d'être déçue par le mouvement. Elle travaille seule pendant de nombreuses années, en partenariat avec des militants comme le père Denis Faul. Elle rendu visite aux sœurs Price, Marian et Dolours, et à d'autres personnes accusées des attentats d'Old Bailey en 1973, après quoi il lui est interdit de rencontrer des prisonniers de catégorie A. Elle est autorisée à leur apporter des colis et des lettres, à servir de point de contact pour leurs familles et à faire pression sur les politiciens concernant leur état pendant leur incarcération. L'ordre de Clarke la libère de ses fonctions d'enseignant en 1976 et lui a permet d'acheter une voiture. Elle contribue ensuite à la création du comité des parents et amis des détenus, dans le but de rapatrier les prisonniers républicains en Irlande,.
Clarke prend de l'importance en raison de son travail à la tête des campagnes pour effacer les noms des Six de Birmingham, des Quatre de Guildford et les Sept Maguire à la fin des années 1970. Elle est autorisée à visiter Giuseppe Conlon en 1978 et est l'une des dernières personnes à le voir avant sa mort. Le 1er juillet 1985, une émission de la BBC sur Clarke est diffusée. Elle aide également Chris Mullen et Ronan Bennett avec leurs livres sur certains cas. En octobre 1989, lorsque les condamnations des quatre de Guildford sont annulées, Paul Hill n'a posé pour le photographe du journal The Observer que parce que Clarke posait avec lui. Cette photo figurait sur la première page du journal. Paddy Hill l'appelle « la Jeanne d'Arc des prisons britanniques »,.
Ces justifications publiques de l'innocence dans des cas très médiatisés valident le travail de Clarke, mais elle soutient toujours qu'elle aide autant les innocents et les coupables, et se base sur un message du Christ : « J'étais malade et en prison et vous m'avez rendu visite ». Son travail est également influencé par son nationalisme, ses sympathies républicaines étant visibles dans son autobiographie, No faith in the system (1995). À partir de 1995, elle est autorisée à rendre visite à trois détenus de catégorie A et, bien qu'elle devienne progressivement aveugle, elle continue à travailler.
Elle reçoit la croix Pro Ecclesia et Pontifice du pape en décembre 2001. Elle meurt le 4 février 2002 à Londres. Sa messe de requiem, le 11 février, a réuni Daithi Ó Ceallaigh, ambassadeur d'Irlande en Grande-Bretagne, trois députés et le maire de Londres, Ken Livingstone. Ses restes sont restitués à l'Irlande, le taoiseach Bertie Ahern, Albert Reynolds et Paul Hill font partie de la foule qui accueille son cercueil à la morgue de l'aéroport. Elle est enterrée près de la rivière Shannon dans le comté de Galway,, au côté de son frère Michael. Les archives de l'histoire orale de Dúchas du Community Council de Falls conservent une interview de Clarke de 2001. 